# الأولينغو السهلي الشرقي
الأولينغو السهلي الشرقي (الإسم العلمي:Bassaricyon alleni)، هو نوع يتبع جنس الأولينغو من فصيلة الراتونيات. يستوطن شرق جبال الأنديز في أمريكا الجنوبية.